# スタンドイン攻撃兵器
スタンドイン攻撃兵器（Stand-in Attack Weapon (SiAW) ）は、ノースロップ・グラマン社がアメリカ空軍向けに開発中の空対地ミサイルである。 
スタンドイン攻撃兵器（以下はSiAWと表記）は対空兵器を破壊することを目的に設計されている。また、司令部、地対空ミサイル発射装置、対衛星システム、GPS妨害装置などの高価値目標も攻撃可能とされている。

## 開発経緯
2022年5月、アメリカ空軍はL3ハリス・テクノロジーズ、ロッキード・マーティン、ノースロップ・グラマンにSiAWの開発第1フェーズを開始する契約を締結した。2023年9月28日、アメリカ空軍はノースロップ・グラマンとSiAWの開発と試験を行う7億500万USドルの契約を締結した。
SiAWは、短距離弾道ミサイル発射装置、巡航ミサイルおよび対艦ミサイル発射装置、GPS妨害プラットフォーム、対衛星システムなどの移動標的を攻撃することを目的とする。敵の空域に侵入後、航空機によって発射されることを想定するため、スタンドオフ兵器よりも射程距離が短い。
SiAWはF-35Aの兵器倉（ウェポンベイ）に収まるように設計される。設計には、アメリカ海軍が開発中のAARGM-ERの研究成果が取り入れられている。アメリカ空軍は2026年までに初期作戦能力(IOC)を獲得することを目指している。